# Dorota Ustianowska
Dorota Ustianowska (* 24. Juni 1970) ist eine polnische Marathonläuferin.
2001 gewann sie den Dresden-Marathon und 2002 den Küstenmarathon.
Im Jahr 2004 siegte sie beim Düsseldorf-Marathon, beim Regensburg-Marathon und beim Baden-Marathon. Im darauffolgenden Jahr wurde sie Sechste beim Zürich-Marathon, Dritte in Düsseldorf, siegte beim Alsterlauf und verteidigte ihren Titel beim Baden-Marathon.
2006 wurde sie erneut Dritte in Düsseldorf und Zweite beim Posen-Marathon. 2007 wurde sie Dritte beim Baden-Marathon, 2008 gewann sie den Lissabon-Marathon.

## Persönliche Bestzeiten
- Halbmarathon: 1:12:42 h, 6. April 2008, Posen
- Marathon: 2:38:00 h, 21. Oktober 2001, Dresden